# آی‌ای‌آر-۱۵
آی‌ای‌آر-۱۵ (به انگلیسی: IAR-15) یک هواگرد ملخ‌پیشین تک‌موتوره از نوع جنگنده تک سرنشینه ساخت شرکت ایندوستریا آئروناتیکا رومانا (IAR) است. هواگرد آی‌ای‌آر-۱۵ نخستین پروازش را در ۱۹۳۳ میلادی انجام داد. در مجموع، تعداد ۵ فروند از این هواگرد ساخته شده‌است.
طراح این هواگرد، Elie Carafoli بود.